# Kongens Nytorv (métro de Copenhague)
Pour l’article homonyme, voir Kongens Nytorv.
Kongens Nytorv est une station des lignes 1, 2, 3 et 4 du métro de Copenhague située sur la commune de Copenhague. Desservie par les quatre lignes, elle est le principal point de correspondance du réseau et la station la plus fréquentée.

## Situation
Kongens Nytorv est desservie par les lignes 1 et 2 du métro de Copenhague. Cette station souterraine se trouve sur le tronçon commun à ces deux lignes, entre Christianshavn et Nørreport.
Elle est également desservie par les lignes 3 et 4 du métro de Copenhague. Cette station souterraine se trouve sur le tronçon commun à ces deux lignes, entre Gammel Strand et Marmorkirken.

## Histoire
La station Kongens Nytorv a ouvert au public le 19 octobre 2002 à l'occasion de la mise en service des lignes 1 et 2 du métro de Copenhague
Elle est également desservie par la ligne 3 du métro du Copenhague depuis sa mise en service le 29 septembre 2019 et par la ligne 4 depuis sa mise en service le 28 mars 2020.

## Services aux voyageurs

### Accès
La station dispose de 4 accès :
- Accès principal, au niveau de Kongens Nytorv 23, donnant sur le couloir de correspondance ;
- Accès secondaire, au niveau de August Bournonvilles Passage, donnant accès au point d'arrêt des lignes 3 et 4 ;
- Accès souterrain, depuis le niveau -1 du Magasin du Nord, donnant sur le couloir de correspondance ;
- Accès vélos, à l'angle de Vingårdstræde et de Laksegade ; donnant à l'espace souterrain de stationnement vélos, puis au couloir de correspondance.

### Quais
La station dispose de deux points d'arrêt, l'un desservi par les lignes 1 et 2 et l'autre desservi par les lignes 3 et 4. Chaque point d'arrêt comporte un quai central séparé des voies par des portes palières à ouverture automatique. 
Ces deux quais sont reliés par un large couloir de correspondance créé en 2019 à la suite de la mise en service de la ligne 3.

### Intermodalité
La station est correspondance avec le réseau de bus de l'agglomération de Copenhague. 

## À proximité
- Kongens Nytorv : principale place du centre-ville
- Hotel d'Angleterre
- Strøget : principale rue commerçante du centre ville
- Magasin du Nord : grand-magasin
- Det Kongelige Teater : théâtre royal danois
- Charlottenborg : centre culturel
- Nyhavn : canal pittoresque
- Ambassade de France au Danemark
- Kongens Have : parc public